# Justin Meldal-Johnsen
Justin Meldal-Johnsen (nacido el 26 de marzo de 1970 en Eugene, Oregón) es un músico, compositor estadounidense, más conocido por su trabajo como bajista de la banda de Beck, la cual fue galardonada con el premio Grammy. Algunas de sus otras apariciones memorables incluyen a Air, Nine Inch Nails y M83,aunque en su trayectoria musical ha colaborado con varios artistas a nivel mundial. Justin también es un cienciólogo activo, pero esto no ha sido un inconveniente con la mayoría de sus bandas, ya que Beck también lo es, y Trent Reznor de Nine Inch Nails incluso dio una entrevista al respecto.

## Carrera musical
Meldal-Johnsen, creció escuchando las grabaciones de sus padres y obtuvo su primer bajo eléctrico a la edad de 11 años.[cita requerida] Tras acabar la secundaria, trabajó de conserje en los estudios de grabación Cherokee, en los Ángeles, donde conoció a Gene Simmons, Lou Reed y David Campbell, un prolífico y exitoso arreglista. A lois 17 años, comenzó a trabajar como asistente de Campbell, donde conoció a su hijo Beck ([cita requerida]. Juntos, formaron una duradera carrera donde Justin-Medal fue bajista y director musical para la banda de Beck durante casi una década.
También ha grabado pistas de bajo para diferentes artistas: Air, Tori Amos, Garbage, Dixie Chicks, entre otros. Ha coescrito numerosas canciones con la cantante Macy Gray, y ha sido director musical para Gnarls Barkley, montando sus directos durante sus primeras giras de EE. UU. en 2006. También ha pasado la mayor parte de 2007 a 2009 tocando durante las giras de Nine Inch Nails, Lights In The Sky (2008), y Wave Goodbye Tour NIN|JA / Wave Goodbye (2009).  Actualmente se encuentra en la producción de su próximo álbum de estudio con su banda de Los Ángeles, Division Day. Ha prestado su propio material para componer parte de la banda sonora de la película The Informers.

## Equipo
Justin posee una gran colección de bajos, guitarras, amplificadores los cuales combina de distintas formas para logras diferentes efectos de sonido.

### Bajos
| - Fano 2004 Rhythmstar Bass, Blue Meanie - Fender 1967 Coronado Bass, wildwood green - Fender 1975 Jazz Bass Reissue, black/maple - Fender 1964 Jazz Bass Custom Shop Reissue - Fender Mustang, Olympic white/rosewood - Fender American Standard Precision, black/maple - Fender 1975 Precision, root beer brown/maple - Fender 50th Anniversary Precision Reissue - Fender 1951 Precision Reissue - Fender Jaguar Basses, P/J pickups and J/J pickups - Fender Geddy Lee Jazz Basses - Gibson 1974 Ripper, natural/maple - Gibson Thunderbird, natural - Gibson Thunderbird, pelham blue - Gibson Thunderbird, natural sunburst - Gibson 1979 RD Artist, natural/maple - Gibson 1986 20/20, silver - Guild Ashbory - Guild B30E acoustic bass guitar, natural - Guild Starfire, transparent red - Guild Starfire, natural | - Guild JS100 1971, transparent brown - Guild M-85 1973, transparent brown - Höfner Club hollowbody, sunburst - King Double Bass - Lakland Duck Dunn Signature, three-tone - Lakland Hollowbody, sherwood green - Ovation 1977 Magnum II, transparent brown - Rickenbacker 4003, fireglo - Roland G-77 Synth Bass, with a Guyatone MD-2 Delay taped to it - Roland G-77 Synth Bass - Fretless Schecter Traditional J-style, - Schecter Hellcat 8-string, black - Schecter Hellcat 4-string, metallic blue - Steinberger 1983 L2, black - Wal Pro 1979 IIE, natural - Wal Mark 1 Custom, African shedua - Wal Mark I Custom, olive ash - Yamaha BB414, Black w/ Black pickguard - Yamaha BB3000, wine red burst |

### Effects // Efectos
Vale la pena destacar que Justin Medal-Johnsen es un músico arriesgado y que le gusta mantener en su "perfomance" un sonido moderno, por lo cual siempre está buscando aumentar su galería de sonidos mediante los diversos bancos de efectos.
| - Aguilar Octamizer - Big John Granny Puker - BOSS MT-2 Metal Zone - BOSS OC-2 Octave - BOSS TU-2 Tuner - Crowther Audio Prunes and Custard - Darkglass Microtubes B3K CMOS Bass Overdrive - Darkglass Microtubes B7K Analog Bass Preamp - EBS UniChorus - EBS DynaVerb - EBS BassIQ - EBS MicroBassII - EBS MultiComp - EBS MultiDrive - EBS MetalDrive - EBS OctaBass - EBS Stanley Clarke Signature Wah-Wah - EBS TremoLo - EBS ValveDrive - EBS WahOne - Electro-Harmonix Bassballs - Electro-Harmonix English Muff'n - Electro-Harmonix Stone Clone - Guyatone MD-2 Delay - Guyatone MD-3 Delay - Guyatone PS-2 Phaser - Guyatone PS-3 Phaser | - Guyatone Ultron Autowah - Line 6 DL4 Delay - Line 6 M9 Stombox - Malekko B:Assmaster - Malekko Chicklet - Moog Moogerfooger MF-101 Low Pass Filter - Moog Moogerfooger MF-102 Ring Modulator - Moog Moogerfooger MF-105B Bass MuRF - Prescription Electronics Depth Charge - Radial Tonebone Bassbone - Radial JDI - Caja Directa - Tc Electronics - Flashback Delay - Tc Electronics - Corona Chorus - Tc Electronics - Polytune - Tech 21 SansAmp GT-2 Distortion - Tech 21 SansAmp VT Bass - Tronographic Rusty Box - Bass Preamplifier - Zvex Woolly Mammoth Fuzz |

### Amplificadores
| - Aguilar DB750 & DB751 Heads - Aguilar DB810 & 412 cabinets - Ampeg SVT-4PRO head - Ampeg SVT-410HLF cabinet - Ampeg SVT-18E cabinet - Ampeg B-15R flip-top tube combo - Ampeg B100R solid-state combo - Ampeg SVT-AV tube head - Ampeg SVT-810 cabinet | - Aguilar GS 112 cabinet - Mesa/Boogie Walkabout amplifier - Mesa/Boogie 1x15 cabinet - SWR Redhead combo - Marshall JTM-45 head - Fender ToneMaster 2X12 cabinet |

### Guitarras
| - Fender Classic Player Jaguar Special HH - Fender Jazzmaster | - Gibson Les Paul Junior Double Cut - Gibson Joan Jett Signature Melody Maker |

### Sintetizadores
| - Dave Smith Instruments Prophet '08 | - Moog Little Phatty Stage II |

## Discografía
Meldal-Johnsen ha grabado con un gran número de artistas y bandas de diferentes géneros.
- 1993 Circle of Power - Circle of Power
- 1995 Medicine - Her Highness
- 1995 Electric Company - Live In Concert
- 1996 Billy White Acre - Billy's not Bitter
- 1996 Tori Amos - Hey Jupiter
- 1996 Manowar - Louder Than Hell
- 1996 Pet - Pet
- 1996 The Elastic Purejoy - The Clutter of Pop
- 1997 Beck - Electric Music and the Summer People
- 1997 Beck - The Little Drum Machine Boy
- 1997 Moby - That's When I Reach for My Revolver
- 1998 Air - Moon Safari
- 1998 Barbie, Christe and Teresa - Beyond Pink
- 1998 Tori Amos - From the Choirgirl Hotel
- 1998 Amnesia - Lingus
- 1998 Electric Company - Studio City
- 1998 Beck - Mutations
- 1999 Blinker the Star - August Everywhere
- 1999 Beck - Mixed Bizness
- 1999 Beck - Sin City - A Tribute to Gram Parsons
- 1999 Beck - More Oar - A Tribute to Skip Spence
- 1999 Jamiroquai - Black Capricorn Day
- 1999 Jude (singer)Jude - No One is Really Beautiful'
- 2000 Beck - Farm Aid: Keep America Growing, Vol. 1
- 2000 Beck - Midnite Vultures
- 2000 On (band)On - Shifting Skin
- 2000 Ike Riley - Salesmen and Racists
- 2001 Air - 10 000 Hz Legend
- 2001 Érica García (cantante) - Amorama
- 2001 Big Sir - Now That's What I Call Big Sir
- 2002 Marianne Faithfull - Kissin' Time
- 2002 Mark Eitzel - Music for Courage and Confidence
- 2002 Beck - Sea Change
- 2003 Pete Yorn - Day I Forgot
- 2003 Turin Brakes - Ether Song
- 2003 Ima Robot - Ima Robot
- 2003 Macy Gray - The Trouble with Being Myself
- 2003 The Mars Volta - De-Loused in the Comatorium
- 2004 Charlotte Martin - On Your Shore
- 2005 Garbage - Bleed Like Me
- 2005 Beck - Guero
- 2005 Gemma Hayes - The Roads Don't Love You
- 2005 Judd and Maggie - Subjects
- 2006 Toby Lightman - Bird on a Wire
- 2006 Gran Bel Fisher - Full Moon Cigarette
- 2006 Pink - I'm Not Dead
- 2006 Beck - The Information
- 2006 Dixie Chicks - Taking the Long Way
- 2006 Mellisa McClelland - Thumbelinas One Night Stand
- 2007 Macy Gray - Big
- 2007 They Might Be Giants - The Else
- 2007 Storm Large - Ladylike Side One
- 2007 Ken Andrews - Secrets Of The Lost Satellite
- 2007 Emmylou Harris - Songbird: Rare Tracks and Forgotten Gems
- 2008 Beck - Odelay (Deluxe Edition)
- 2008 Dido - Safe Trip Home
- 2008 Goldfrapp - Seventh Tree
- 2008 Daniel Martin Moore - Stray Age
- 2008 Nine Inch Nails - The Slip (Montaje del ensayo en directo sólo del contenido de DVD - no la grabación original del álbum)
- 2009 Christopher Young - Informers Soundtrack
- 2009 Pink (singer)|Pink - P!nk Box
- 2009 Division Day - Visitation (album)|Visitation
- 2009 Cory Chisel - Death Won't Send a Letter
- 2010 Charlotte Gainsbourg - IRM (album)
- 2010 Sons of Sylvia - Revelation
- 2010 Pete Francis - Movie We Are In
- 2010 Sara Bareilles - Kaleidoscope Heart
- 2010 Kid Rock - Born Free
- 2010 Macy Gray - The Sellout
- 2010 Adam Haworth Stevens - We Live on Cliffs
- 2011 Various Artists - Sucker Punch (soundtrack)|Sucker Punch Soundtrack
- 2011 Cass McCombs - Wit's End
- 2011 M83 (band) - Hurry Up, We're Dreaming
- 2012 Tegan and Sara - Heartthrob
- 2013 Paramore (álbum) - Paramore
- 2017 Paramore - "After Laughter"